# Zipkeleben
Zipkeleben, Magdeburg-Zipkeleben – dzielnica miasta Magdeburg w Niemczech, w kraju związkowym Saksonia-Anhalt.